# Список глав государств в 1958 году
| 1957 ← Список глав государств по годам → 1959 |

В списке перечислены лидеры государств по состоянию на 1958 год. В том случае, если ведущую роль в государстве играет коммунистическая партия, указан как де-юре глава государства — председатель высшего органа государственной власти, так и де-факто — глава коммунистической партии.
Цветом выделены страны, в которых в данном году произошли смены власти вследствие следующих событий:
- Получение страной независимости;
- Военный переворот, революция, всеобщее восстание;
- Президентские выборы;
- парламентские выборы, парламентский кризис;
- Смерть одного из руководителей страны;
- Иные причины.

## Значимые события
Для государств и их лидеров этот год отмечен следующими событиями:
- 23 января — в результате всеобщего восстания в Венесуэле свергнута диктатура генерала Маркоса Переса Хименеса[1].
- 1 февраля — провозглашена Объединённая Арабская Республика в составе Египта и Сирии[2].
- 27 марта — отправлен в отставку Председатель Совета Министров СССР маршал Николай Булганин. Первый секретарь ЦК КПСС Н. С. Хрущёв лично возглавил правительство СССР[3].
- 1 мая — на пост президента Аргентины после многолетнего военного правления вступил избранный гражданский президент Артуро Фрондиси[4].
- 1 июня — премьер-министром Франции назначен генерал Шарль де Голль. Начался переходный период к созданию Пятой республики[5].
- 14 июля — армия свергла монархию в Ираке. Король Фейсал II убит, провозглашена республика, к власти пришёл генерал Абдель Керим Касем[6].
- 3 сентября — премьер-министром Южноафриканского Союза стал идеолог апартеида Хендрик Фервурд[7].
- 2 октября — провозглашена независимость Гвинейской республикой. Первым премьер-министром страны и исполняющим обязанности главы государства стал Ахмед Секу Туре[8].
- 8 октября — военный переворот в Пакистане. Власть переходит в руки главнокомандующего вооружёнными силами фельдмаршала Мухаммеда Айюб Хана[9].
- 9 октября — скончался папа римский Пий XII. 28 октября конклав кардиналов избрал новым папой римским архиепископа Венеции кардинала Анджело Джузеппе Ронкалли, который принял имя Иоанн XXIII[10].
- 20 октября — Военный переворот в Таиланде. К власти пришёл Революционный совет во главе с фельдмаршалом Саритом Танаратом[11].
- 28 октября — генерал У Не Вин впервые становится премьер-министром Бирмы, возглавив переходное правительство в период кризиса парламентской системы[12].
- 17 ноября — в результате военного переворота в Судане к власти приходит главнокомандующий вооружёнными силами генерал-лейтенант Ибрагим Аббуд[13].
- 22 ноября — Председатель Совета Министров Монголии Юмжагийн Цэдэнбал вновь возглавил Монгольскую народно-революционную партию в качестве Первого секретаря ЦК МНРП
- 31 декабря — падение диктатуры президента Рубена Фульхенсио Батисты на Кубе[14].

## Азия
|                                                                                          | Арабские эмираты (протектораты Великобритании)                   |                                              |                                                                           | | |  |
|                                                                                          |                                                                  | Абу-Даби                                     | Эмир                                                                      | Шахбут ибн Султан Аль Нахайян | 1928 год—1966 год |  |
|                                                                                          | Аджман                                                           | Эмир                                         | Рашид III ибн Хумайд                                                      | 1928 год—1981 год | |  |
|                                                                                          | Дубай                                                            | Шейх                                         | Саид ибн Мактум Рашид ибн Саид Аль Мактум                                 | 1912 год—1958 год 1958 год—1971 год | |  |
|                                                                                          | Рас-эль-Хайма                                                    | Эмир                                         | Сакр ибн Мухаммад                                                         | 1948 год—2010 год | |  |
|                                                                                          | Умм-эль-Кайвайн                                                  | Эмир                                         | Ахмад II бин Рашид аль-Муалла                                             | 1929 год—1981 год | |  |
|                                                                                          | Эль-Фуджайра                                                     | Шейх                                         | Мохаммед бин Хамад                                                        | 1938 год—1974 год | |  |
|                                                                                          | Шарджа                                                           | Шейх                                         | Сакр III бин Султан                                                       | 1951 год—1965 год | |  |
|                                                                                          | Афганистан                                                       | Афганистан                                   | Король                                                                    | Захир-шах | 1933 год—1973 год |  |
| Премьер-министр                                                                          | Афганистан                                                       | Афганистан                                   | Мухаммед Дауд                                                             | 1953 год—1963 год, 1973 год—1978 год | |  |
|                                                                                          | Бахрейн (протекторат Великобритании)                             | Бахрейн (протекторат Великобритании)         | Хаким                                                                     | Салман ибн Хамад Аль Халифа | 1942 год—1961 год |  |
|                                                                                          | Союз Бирма                                                       | Союз Бирма                                   | Президент                                                                 | Вин Маун | 1957 год—1962 год |  |
| Премьер-министр                                                                          | Союз Бирма                                                       | Союз Бирма                                   | У Ну Не Вин                                                               | (1948 год—1956 год, 1957 год—1958 год, 1960 год—1962 год) (1958 год—1960 год, 1962 год—1974 год) | |  |
| Шанские княжества                                                                        |                                                                  |                                              |                                                                           | | |  |
|                                                                                          | Йонгве                                                           | Саофа                                        | Со Шве Тай                                                                | 1926 год—1959 год | |  |
| Кенгтунг                                                                                 | Саофа                                                            | Саи Лонг                                     | 1945 год—1959 год                                                         | | |  |
| Локсок (Ятсок)                                                                           | Саофа                                                            | Хкун Нсар                                    | 1946 год—1959 год                                                         | | |  |
| Мокме                                                                                    | Саофа                                                            | Хкун Хконг                                   | 1915 год—1959 год                                                         | | |  |
| Монгнай                                                                                  | Саофа                                                            | Сао Пи                                       | 1949 год—1959 год                                                         | | |  |
| Монгпай                                                                                  | саофа                                                            | Хкун Пин Нья                                 | 1908 год—1959 год                                                         | | |  |
| Монгпон                                                                                  | Саофа                                                            | Хсо Хом                                      | 1947 год—1959 год                                                         | | |  |
| Северное Сенви                                                                           | Саофа                                                            | Хом Хпа                                      | 1915 год—1959 год                                                         | | |  |
| Сипау                                                                                    | Саофа                                                            | Кья Сенг                                     | 1947 год—1959 год                                                         | | |  |
| Южное Сенви                                                                              | Саофа                                                            | Хсу Хом                                      | 1946 год—1959 год                                                         | | |  |
|                                                                                          | Бруней (протекторат Великобритании)                              | Бруней (протекторат Великобритании)          | Султан                                                                    | Омар Али Сайфуддин III | 1950 год—1967 год |  |
|                                                                                          | Бутан                                                            | Бутан                                        | Король                                                                    | Джигме Дорджи Вангчук | 1952 год—1972 год |  |
|                                                                                          | Республика Вьетнам                                               | Республика Вьетнам                           | Президент                                                                 | Нго Динь Зьем | 1955 год—1963 год |  |
|                                                                                          | Демократическая Республика Вьетнам                               | Демократическая Республика Вьетнам           | Председатель ЦК Партии трудящихся Вьетнама                                | Хо Ши Мин | 1951 год—1969 год |  |
| Президент                                                                                | Демократическая Республика Вьетнам                               | Демократическая Республика Вьетнам           | 1945 год—1969 год                                                         | Хо Ши Мин | |  |
| Премьер-министр                                                                          | Демократическая Республика Вьетнам                               | Демократическая Республика Вьетнам           | Фам Ван Донг                                                              | 1955 год—1976 год | |  |
| Флаг Израиля                                                                             | Израиль                                                          | Израиль                                      | Президент                                                                 | Ицхак Бен-Цви | 1952 год—1963 год |  |
| Флаг Израиля                                                                             | Израиль                                                          | Израиль                                      | Премьер-министр                                                           | Давид Бен-Гурион | 1948 год—1954 год, 1955 год—1963 год |  |
|                                                                                          | Индия                                                            | Индия                                        | Президент                                                                 | Раджендра Прасад | 1950 год—1962 год |  |
| Премьер-министр                                                                          | Индия                                                            | Индия                                        | Джавахарлал Неру                                                          | 1947 год—1964 год | |  |
| Флаг Индонезии                                                                           | Индонезия                                                        | Индонезия                                    | Президент                                                                 | Сукарно | 1945 год—1949 год, 1950 год—1967 год |  |
| Флаг Индонезии                                                                           | Индонезия                                                        | Индонезия                                    | Премьер-министр                                                           | Джуанда Картавиджайя | 1957 год—1959 год |  |
| Флаг Иордании                                                                            | Иордания                                                         | Иордания                                     | Король                                                                    | Хусейн ибн Талал | 1952 год—1999 год |  |
| Флаг Иордании                                                                            | Иордания                                                         | Иордания                                     | Премьер-министр                                                           | Ибрахим Хашим Самир ар-Рифаи | (1933 год—1938 год, 1945 год—1946 год, 1946 год—1947 год, 1955 год—1956 год, 1956 год, 1957 год—1958 год) (1944 год—1945 год, 1947 год, 1950 год—1951 год, 1956 год, 1958 год—1959 год, 1963 год)                                     |  |
|                                                                                          | Ирак                                                             | Ирак                                         | Король                                                                    | Фейсал II | 1939 год—1958 год |  |
| Президент                                                                                | Ирак                                                             | Ирак                                         | Мухаммед Наджиб ар-Рубаи                                                  | 1958 год—1963 год | |  |
| Премьер-министр                                                                          | Ирак                                                             | Ирак                                         | Абд аль-Ваххаб Марджан Нури ас-Саид Ахмад Мухтар Бабан Абдель Керим Касем | 1957 год—1958 год (1930 год—1932 год, 1938 год—1940 год, 1941 год—1944 год, 1946 год—1947 год, 1949 год, 1950 год—1952 год, 1954 год—1957 год, 1958 год) 1958 год 1958 год—1963 год                                                                                              | |  |
|                                                                                          | Иран                                                             | Иран                                         | Шах                                                                       | Мохаммед Реза Пехлеви | 1941 год—1979 год |  |
| Премьер-министр                                                                          | Иран                                                             | Иран                                         | Манучехр Эгбал                                                            | 1957 год—1960 год | |  |
|                                                                                          | Йеменское королевство                                            | Йеменское королевство                        | Король                                                                    | Ахмед бен Яхья Хамидаддин | 1948 год—1962 год |  |
|                                                                                          | Йеменские султанаты и шейхства (протекторат Великобритании Аден) |                                              |                                                                           | | |  |
|                                                                                          |                                                                  | Алави                                        | Шейх                                                                      | Салих ибн Сайель аль-Алави | 1940 год—1967 год |  |
|                                                                                          | Акраби                                                           | Шейх                                         | Махмуд ибн Мухаммад аль-Акраби                                            | 1957 год—1967 год | |  |
|                                                                                          | Аудхали                                                          | султан                                       | Салих ибн Аль-Хусейн                                                      | 1928 год—1967 год | |  |
|                                                                                          | Верхний Аулаки                                                   | Султан                                       | Авад ибн Салих                                                            | 1935 год—1967 год | |  |
|                                                                                          | Верхняя Яфа                                                      | Султан                                       | Мухаммад II бин Салих аль-Хархара                                         | 1948 год—1967 год | |  |
|                                                                                          | Дали                                                             | Эмир                                         | Шафауль III бин Али аль-Амири                                             | 1954 год—1967 год | |  |
|                                                                                          | Касири                                                           | Султан                                       | Аль-Хусейн ибн Али                                                        | 1949 год—1967 год | |  |
|                                                                                          | Куайти                                                           | Султан                                       | Авад II ибн Салех аль-Куайти                                              | 1956 год—1966 год | |  |
|                                                                                          | Лахедж                                                           | Султан                                       | Али III ибн Абд аль-Карим Фадл VI ибн Абд аль-Карим                       | 1952 год—1958 год 1958 год—1967 год | |  |
|                                                                                          | Мафлахи                                                          | Шейх                                         | Аль-Касим ибн Абд аль-Рахман                                              | 1920 год—1967 год | |  |
|                                                                                          | Нижний Аулаки                                                    | Султан                                       | Насир III ибн Айдарус аль-Аулаки                                          | 1947 год—1967 год | |  |
|                                                                                          | Нижняя Яфа                                                       | Султан                                       | Айдарус ибн Мухсин аль-Афифи Махмуд ибн Айдарус аль-Афифи                 | 1925 год—1958 год 1958 год—1967 год | |  |
|                                                                                          | Фадли                                                            | Султан                                       | Абдаллах IV бин Усман аль-Фадли                                           | 1941 год—1962 год | |  |
|                                                                                          | Шаиб                                                             | Шейх                                         | Яхья ибн Мухаммад аль-Саклади                                             | 1955 год—1963 год | |  |
|                                                                                          | Камбоджа                                                         | Камбоджа                                     | Король                                                                    | Нородом Сурамарит | 1955 год—1960 год |  |
| Премьер-министр                                                                          | Камбоджа                                                         | Камбоджа                                     | Сим Вар Эк И Оун Пенн Нут Нородом Сианук                                  | (1957 год—1958 год, 1958 год) 1958 год (1948 год—1949 год, 1953 год, 1954 год—1955 год, 1958 год, 1961 год, 1968 год—1969 год, 1975 год—1976 год) (1945 год, 1950 год, 1952 год—1953 год, 1954 год, 1955 год—1956 год, 1956 год, 1957 год, 1958 год—1960 год, 1961 год—1962 год) | |  |
|                                                                                          | Катар (протекторат Великобритании)                               | Катар (протекторат Великобритании)           | Эмир                                                                      | Али бин Абдалла Аль Тани | 1949 год—1960 год |  |
|                                                                                          | Китайская Народная Республика                                    | Китайская Народная Республика                | Генеральный секретарь ЦК Коммунистической партии Китая                    | Мао Цзэдун | 1943 год—1976 год |  |
| Председатель                                                                             | Китайская Народная Республика                                    | Китайская Народная Республика                | 1949 год—1959 год                                                         | Мао Цзэдун | |  |
| Премьер Госсовета                                                                        | Китайская Народная Республика                                    | Китайская Народная Республика                | Чжоу Эньлай                                                               | 1949 год—1976 год | |  |
|                                                                                          | Китайская Республика (Тайвань)                                   | Китайская Республика (Тайвань)               | Президент                                                                 | Чан Кайши | 1950 год—1975 год |  |
| Председатель Исполнительного Юаня                                                        | Китайская Республика (Тайвань)                                   | Китайская Республика (Тайвань)               | Юй Хунчунь Чэнь Чэн                                                       | 1954 год—1958 год (1950 год—1954 год, 1958 год—1963 год) | |  |
|                                                                                          | Корейская Народно-Демократическая Республика                     | Корейская Народно-Демократическая Республика | Председатель ЦК Трудовой партии Кореи                                     | Ким Ир Сен | 1949 год—1966 год |  |
| Председатель кабинета министров                                                          | Корейская Народно-Демократическая Республика                     | Корейская Народно-Демократическая Республика | 1948 год—1972 год                                                         | Ким Ир Сен | |  |
| Председатель Президиума Верховного народного собрания                                    | Корейская Народно-Демократическая Республика                     | Корейская Народно-Демократическая Республика | Чхве Ён Гон                                                               | 1957 год—1972 год | |  |
|                                                                                          | Кувейт (протекторат Великобритании)                              | Кувейт (протекторат Великобритании)          | Шейх                                                                      | Абдалла ас-Салем ас-Сабах (Абдалла III) | 1950 год—1961 год |  |
|                                                                                          | Лаос                                                             | Лаос                                         | Король                                                                    | Сисаванг Вонг | 1946 год—1959 год |  |
| Премьер-министр                                                                          | Лаос                                                             | Лаос                                         | Суванна Фума Фуи Сананикон                                                | (1951 год—1954 год, 1956 год—1958 год, 1960 год, 1962 год—1975 год) (1950 год—1951 год, 1958 год—1959 год) | |  |
| Флаг Ливана                                                                              | Ливан                                                            | Ливан                                        | Президент                                                                 | Камиль Шамун Фуад Шехаб | 1952 год—1958 год (1952 год, 1958 год—1964 год) |  |
| Флаг Ливана                                                                              | Ливан                                                            | Ливан                                        | Премьер-министр                                                           | Сами ас-Сольх Халил аль-Хибри Рашид Караме | (1945 год—1946 год, 1952 год, 1954 год—1955 год, 1956 год—1958 год) 1958 год (1955 год—1956 год, 1958 год—1960 год, 1961 год—1964 год, 1965 год—1966 год, 1966 год—1968 год, 1969 год—1970 год, 1975 год—1976 год, 1984 год—1987 год) |  |
|                                                                                          | Малайская Федерация                                              | Малайская Федерация                          | Янг ди-Пертуан Агонг (Верховный глава)                                    | Абдул Рахман | 1957 год—1960 год |  |
| Премьер-министр                                                                          | Малайская Федерация                                              | Малайская Федерация                          | Абдул Рахман                                                              | 1957 год—1970 год | |  |
|                                                                                          | Мальдивы (протекторат Великобритании)                            | Мальдивы (протекторат Великобритании)        | Король                                                                    | Мухаммед Фарид Диди | 1954 год—1968 год |  |
| Премьер-министр                                                                          | Мальдивы (протекторат Великобритании)                            | Мальдивы (протекторат Великобритании)        | Ибрагим Насир                                                             | 1957 год—1968 год | |  |
|                                                                                          | Монгольская Народная Республика                                  | Монгольская Народная Республика              | Первый секретарь ЦК Монгольской народной партии                           | Дашийн Дамба Юмжагийн Цеденбал | 1954 год—1958 год 1958 год—1984 год |  |
| Председатель Президиума Великого Государственного Хурала                                 | Монгольская Народная Республика                                  | Монгольская Народная Республика              | Жамсарангийн Самбу                                                        | 1954 год—1972 год | |  |
| Председатель Совета министров                                                            | Монгольская Народная Республика                                  | Монгольская Народная Республика              | Юмжагийн Цеденбал                                                         | 1952 год—1974 год | |  |
|                                                                                          | Непал                                                            | Непал                                        | Король                                                                    | Махендра | 1955 год—1972 год |  |
| Премьер-министр                                                                          | Непал                                                            | Непал                                        | Махендра Субарна Шамшер Рана                                              | 1957 год—1958 год 1958 год—1959 год | |  |
|                                                                                          | Оман (протекторат Великобритании)                                | Оман (протекторат Великобритании)            | Султан                                                                    | Саид бин Таймур | 1932 год—1970 год |  |
| Флаг Пакистана                                                                           | Пакистан                                                         | Пакистан                                     | Президент                                                                 | Искандер Мирза Мухаммед Айюб Хан | 1956 год—1958 год 1958 год—1969 год |  |
| Флаг Пакистана                                                                           | Пакистан                                                         | Пакистан                                     | Премьер-министр                                                           | Фероз Хан Нун Мухаммед Айюб Хан | 1957 год—1958 год 1958 год |  |
| Флаг Пакистана                                                                           |                                                                  | Дир                                          | Наваб                                                                     | Мохаммад Шах Джахан Хан | 1925 год—1960 год |  |
| Флаг Пакистана                                                                           |                                                                  | Хунза                                        | мир                                                                       | Мухаммад Джамаль Хан | 1945 год—1974 год |  |
|                                                                                          | Саудовская Аравия                                                | Саудовская Аравия                            | Король                                                                    | Сауд ибн Абдул-Азиз | 1953 год—1964 год |  |
| Премьер-министр                                                                          | Саудовская Аравия                                                | Саудовская Аравия                            | Фейсал ибн Абдул-Азиз Аль Сауд                                            | 1954 год—1960 год, 1962 год—1975 год | |  |
|                                                                                          | Сикким                                                           | Сикким                                       | Чогьял                                                                    | Таши Намгьял | 1914 год—1963 год |  |
|                                                                                          | Сирия                                                            | Сирия                                        | Президент                                                                 | Шукри Аль-Куатли | 1943 год—1949 год, 1955 год—1958 год |  |
| Премьер-министр                                                                          | Сирия                                                            | Сирия                                        | Сабри Асали                                                               | 1954 год, 1955 год, 1956 год—1958 год | |  |
| Председатель Исполнительного Совета Северной территории Объединённой Арабской Республики | Сирия                                                            | Сирия                                        | Нуреддин Кухала                                                           | 1958 год—1960 год | |  |
| Объединилась с Египтом в Объединённую Арабскую Республику 22 февраля 1958 года           | Сирия                                                            | Сирия                                        |                                                                           | | |  |
| Флаг Таиланда                                                                            | Таиланд                                                          | Таиланд                                      | Король                                                                    | Рама IX (Пхумипон Адульядет) | 1946 год—2016 год |  |
| Флаг Таиланда                                                                            | Таиланд                                                          | Таиланд                                      | Премьер-министр                                                           | Таном Киттикачон Сарит Танарат | (1958 год, 1963 год—1973 год) 1958 год—1963 год |  |
|                                                                                          | Турция                                                           | Турция                                       | Президент                                                                 | Махмуд Джеляль Баяр | 1950 год—1960 год |  |
| Премьер-министр                                                                          | Турция                                                           | Турция                                       | Али Аднан Мендерес                                                        | 1950 год—1960 год | |  |
|                                                                                          | Филиппины                                                        | Филиппины                                    | Президент                                                                 | Карлос Полестико Гарсия | 1957 год—1961 год |  |
|                                                                                          | Цейлон (доминион Великобритании)                                 | Цейлон (доминион Великобритании)             | Королева                                                                  | Елизавета II | 1952 год—1972 год |  |
| Генерал-губернатор                                                                       | Цейлон (доминион Великобритании)                                 | Цейлон (доминион Великобритании)             | Оливер Эрнест Гунетиллеке                                                 | 1954 год—1962 год | |  |
| Премьер-министр                                                                          | Цейлон (доминион Великобритании)                                 | Цейлон (доминион Великобритании)             | Соломон Бандаранаике                                                      | 1956 год—1959 год | |  |
|                                                                                          | Южная Корея                                                      | Южная Корея                                  | Президент                                                                 | Ли Сын Ман | 1948 год—1960 год |  |
|                                                                                          | Япония                                                           | Япония                                       | Император                                                                 | Хирохито (император Сёва) | 1926 год—1989 год |  |
| Премьер-министр                                                                          | Япония                                                           | Япония                                       | Нобусукэ Киси                                                             | 1957 год—1960 год | |  |

## Африка
| Флаг                                                                         | Страна                                                                               | Страна                                                                               | Должность                                                       | Имя                                             | Начало и конец срока                         | Фото |
| ---------------------------------------------------------------------------- | ------------------------------------------------------------------------------------ | ------------------------------------------------------------------------------------ | --------------------------------------------------------------- | ----------------------------------------------- | -------------------------------------------- | ---- |
|                                                                              | Буганда (протекторат Великобритании)                                                 | Буганда (протекторат Великобритании)                                                 | кабака                                                          | Мутеса II                                       | 1939 год—1962 год                            |      |
|                                                                              | Бурунди (Подопечная территория ООН)                                                  | Бурунди (Подопечная территория ООН)                                                  | Мвами (король)                                                  | Мвамбутса IV                                    | 1915 год—1966 год                            |      |
| Флаг Ганы                                                                    | Гана                                                                                 | Гана                                                                                 | Королева                                                        | Елизавета II                                    | 1957 год—1960 год                            |      |
| Флаг Ганы                                                                    | Гана                                                                                 | Гана                                                                                 | Генерал-губернатор                                              | Уильям Хар                                      | 1957 год—1960 год                            |      |
| Флаг Ганы                                                                    | Гана                                                                                 | Гана                                                                                 | Премьер-министр                                                 | Кваме Нкрума                                    | 1957 год—1960 год                            |      |
| Флаг Гвинеи                                                                  | Гвинея Колония Французская Гвинея, провозгласившая независимость 2 октября 1958 года | Гвинея Колония Французская Гвинея, провозгласившая независимость 2 октября 1958 года | Президент                                                       | Ахмед Секу Туре                                 | 1958 год—1984 год                            |      |
|                                                                              | Египет                                                                               | Египет                                                                               | Президент                                                       | Гамаль Абдель Насер                             | 1956 год—1970 год                            |      |
| Премьер-министр                                                              | Египет                                                                               | Египет                                                                               | 1954 год, 1954 год—1962 год                                     | Гамаль Абдель Насер                             |                                              |      |
| Объединился с Сирией в Объединённую Арабскую Республику 22 февраля 1958 года | Египет                                                                               | Египет                                                                               |                                                                 |                                                 |                                              |      |
|                                                                              | Занзибар (протекторат Великобритании)                                                | Занзибар (протекторат Великобритании)                                                | Султан                                                          | Халифа ибн Харуб                                | 1911 год—1960 год                            |      |
|                                                                              | Либерия                                                                              | Либерия                                                                              | Президент                                                       | Уильям Табмен                                   | 1944 год—1971 год                            |      |
|                                                                              | Ливия                                                                                | Ливия                                                                                | Король                                                          | Идрис I                                         | 1951 год—1969 год                            |      |
| Премьер-министр                                                              | Ливия                                                                                | Ливия                                                                                | Абдель Маджид Каабар                                            | 1957 год—1960 год                               |                                              |      |
| Флаг Марокко                                                                 | Марокко                                                                              | Марокко                                                                              | Король                                                          | Мухаммед V                                      | 1957 год—1961 год                            |      |
| Флаг Марокко                                                                 | Марокко                                                                              | Марокко                                                                              | Премьер-министр                                                 | Мбарек Си Беккаи Ахмед Балафреж Абдалла Ибрагим | 1955 год—1958 год 1958 год 1958 год—1960 год |      |
|                                                                              | Объединённая Арабская Республика                                                     | Объединённая Арабская Республика                                                     | Президент                                                       | Гамаль Абдель Насер                             | 1958 год—1970 год                            |      |
| Премьер-министр                                                              | Объединённая Арабская Республика                                                     | Объединённая Арабская Республика                                                     | 1958 год—1962 год, 1967 год—1970 год                            | Гамаль Абдель Насер                             |                                              |      |
|                                                                              | Руанда (Подопечная территория ООН)                                                   | Руанда (Подопечная территория ООН)                                                   | мвами                                                           | Мутара III                                      | 1931 год—1959 год                            |      |
|                                                                              | Салум (протекторат Франции)                                                          | Салум (протекторат Франции)                                                          | маад                                                            | Фоде Но Гуйе Диуф                               | 1935 год—1969 год                            |      |
|                                                                              | Свазиленд (протекторат Великобритании)                                               | Свазиленд (протекторат Великобритании)                                               | нгвеньяма (король)                                              | Собуза II                                       | 1899 год—1982 год                            |      |
|                                                                              | Судан                                                                                | Судан                                                                                | Председатель Временного президентского совета                   | Абдель Фаттах Мухаммед аль-Маграби              | 1956 год—1958 год                            |      |
| Президент                                                                    | Судан                                                                                | Судан                                                                                | Ибрахим Аббуд                                                   | 1958 год—1964 год                               |                                              |      |
| Премьер-министр                                                              | Судан                                                                                | Судан                                                                                | Абдулла Халиль Ибрахим Аббуд                                    | 1956 год—1958 год 1958 год—1964 год             |                                              |      |
|                                                                              | Тунис                                                                                | Тунис                                                                                | Президент                                                       | Хабиб Бургиба                                   | 1957 год—1987 год                            |      |
|                                                                              | Эфиопия                                                                              | Эфиопия                                                                              | Император                                                       | Хайле Селассие                                  | 1930 год—1936 год, 1941 год—1974 год         |      |
| Премьер-министр                                                              | Эфиопия                                                                              | Эфиопия                                                                              | Абебе Арегаи                                                    | 1957 год—1960 год                               |                                              |      |
|                                                                              | Южно-Африканский Союз                                                                | Южно-Африканский Союз                                                                | Королева                                                        | Елизавета II                                    | 1952 год—1961 год                            |      |
| Генерал-губернатор                                                           | Южно-Африканский Союз                                                                | Южно-Африканский Союз                                                                | Эрнест Джордж Янсен                                             | 1951 год—1959 год                               |                                              |      |
| Премьер-министр                                                              | Южно-Африканский Союз                                                                | Южно-Африканский Союз                                                                | Йоханнес Стрейдом Чарльз Роббертс Сварт (и. о.) Хендрик Фервурд | 1954 год—1958 год 1958 год 1958 год—1966 год    |                                              |      |

## Европа
| Флаг                                                          | Страна                                    | Страна                                    | Должность                                                            | Имя | Начало и конец срока                                                                                       | Фото |
| ------------------------------------------------------------- | ----------------------------------------- | ----------------------------------------- | -------------------------------------------------------------------- | --- | --- | ---- |
| Флаг Австрии                                                  | Австрия                                   | Австрия                                   | Федеральный президент                                                | Адольф Шерф | 1957 год—1965 год                                                                                          |      |
| Флаг Австрии                                                  | Австрия                                   | Австрия                                   | Федеральный канцлер                                                  | Юлиус Рааб | 1953 год—1961 год                                                                                          |      |
|                                                               | Албания                                   | Албания                                   | Первый секретарь Центрального Комитета                               | Энвер Ходжа | 1941 год—1985 год                                                                                          |      |
| Председатель Президиума Народного собрания                    | Албания                                   | Албания                                   | Хаджи Леши                                                           | 1953 год—1982 год | |      |
| Председатель Совета министров                                 | Албания                                   | Албания                                   | Мехмет Шеху                                                          | 1954 год—1981 год | |      |
| Флаг Андорры                                                  | Андорра                                   | Андорра                                   | Соправители                                                          | Рене Коти Президент Французской Республики                                                                                   | 1954 год—1959 год                                                                                          |      |
| Флаг Андорры                                                  | Андорра                                   | Андорра                                   | Соправители                                                          | Рамон Иглеисас-и-Навори Епископ Урхельский                                                                                   | 1943 год—1969 год                                                                                          |      |
| Флаг Бельгии                                                  | Бельгия                                   | Бельгия                                   | Король                                                               | Бодуэн | 1951 год—1993 год                                                                                          |      |
| Флаг Бельгии                                                  | Бельгия                                   | Бельгия                                   | Премьер-министр                                                      | Ахилл Ван Аккер Гастон Эйскенс                                                                                               | (1945 год—1946 год, 1946 год, 1954 год—1958 год) (1949 год—1950 год, 1958 год—1961 год, 1968 год—1973 год) |      |
|                                                               | Народная Республика Болгария              | Народная Республика Болгария              | Генеральный (Первый) секретарь ЦК Болгарской коммунистической партии | Тодор Живков | 1954 год—1989 год                                                                                          |      |
| Председатель Президиума Народного собрания                    | Народная Республика Болгария              | Народная Республика Болгария              | Георгий Дамянов Георгий Кулишев (и. о.) Димитр Ганев                 | 1950 год—1958 год 1958 год 1958 год—1964 год                                                                                 | |      |
| Председатель Совета министров                                 | Народная Республика Болгария              | Народная Республика Болгария              | Антон Югов                                                           | 1956 год—1962 год | |      |
| Флаг Ватикана                                                 | Ватикан                                   | Ватикан                                   | Папа                                                                 | Пий XII Иоанн XXIII | 1939 год—1958 год 1958 год—1963 год                                                                        |      |
| Флаг Ватикана                                                 | Ватикан                                   | Ватикан                                   | Государственный секретарь                                            | кардинал Доменико Тардини | 1958 год—1961 год                                                                                          |      |
|                                                               | Великобритания                            | Великобритания                            | Королева                                                             | Елизавета II | 1952 год—2022 год                                                                                          |      |
| Премьер-министр                                               | Великобритания                            | Великобритания                            | Гарольд Макмиллан                                                    | 1957 год—1963 год | |      |
| Флаг Венгрии                                                  | Венгерская Народная Республика            | Венгерская Народная Республика            | Генеральный секретарь ЦК Венгерской социалистической рабочей партии  | Янош Кадар | 1956 год—1988 год                                                                                          |      |
| Флаг Венгрии                                                  | Венгерская Народная Республика            | Венгерская Народная Республика            | Председатель Президиума Венгерской Народной Республики               | Иштван Доби | 1952 год—1967 год                                                                                          |      |
| Флаг Венгрии                                                  | Венгерская Народная Республика            | Венгерская Народная Республика            | Председатель Совета министров                                        | Янош Кадар Ференц Мюнних | (1956 год—1958 год, 1961 год—1965 год) 1958 год—1961 год                                                   |      |
|                                                               | Германская Демократическая Республика     | Германская Демократическая Республика     | Генеральный секретарь ЦК Социалистической единой партия Германии     | Вальтер Ульбрихт | 1950 год—1971 год                                                                                          |      |
| Президент                                                     | Германская Демократическая Республика     | Германская Демократическая Республика     | Вильгельм Пик                                                        | 1949 год—1960 год | |      |
| Председатель правительства                                    | Германская Демократическая Республика     | Германская Демократическая Республика     | Отто Гротеволь                                                       | 1949 год—1964 год | |      |
|                                                               | Греция                                    | Греция                                    | Король                                                               | Павел I | 1947 год—1964 год                                                                                          |      |
| Премьер-министр                                               | Греция                                    | Греция                                    | Константинос Караманлис Константинос Георгакопулос                   | (1955 год—1958 год, 1958 год—1961 год, 1961 год—1963 год, 1974 год—1980 год) 1958 год                                        | |      |
| Флаг Дании                                                    | Дания                                     | Дания                                     | Король                                                               | Фредерик IX | 1947 год—1972 год                                                                                          |      |
| Флаг Дании                                                    | Дания                                     | Дания                                     | Премьер-министр                                                      | Ханс Кристиан Хансен | 1955 год—1960 год                                                                                          |      |
| Флаг Ирландии                                                 | Ирландия                                  | Ирландия                                  | Президент                                                            | Шон Томас О’Келли | 1945 год—1959 год                                                                                          |      |
| Флаг Ирландии                                                 | Ирландия                                  | Ирландия                                  | Премьер-министр (тишек)                                              | Имон де Валера | 1937 год—1948 год, 1951 год—1954 год, 1957 год—1959 год                                                    |      |
| Флаг Исландии                                                 | Исландия                                  | Исландия                                  | Президент                                                            | Аусгейр Аусгейрссон | 1952 год—1968 год                                                                                          |      |
| Флаг Исландии                                                 | Исландия                                  | Исландия                                  | Премьер-министр                                                      | Херманн Йоунассон Эмиль Йоунссон                                                                                             | (1934 год—1942 год, 1956 год—1958 год) 1958 год—1959 год                                                   |      |
|                                                               | Испания                                   | Испания                                   | Каудильо                                                             | Франсиско Франко | 1936 год—1975 год                                                                                          |      |
| Премьер-министр                                               | Испания                                   | Испания                                   | 1938 год—1973 год                                                    | Франсиско Франко | |      |
|                                                               | Италия                                    | Италия                                    | Президент                                                            | Джованни Гронки | 1955 год—1962 год                                                                                          |      |
| Премьер-министр                                               | Италия                                    | Италия                                    | Адоне Дзоли Аминторе Фанфани                                         | 1957 год—1958 год (1954 год, 1958 год—1959 год, 1960 год—1963 год, 1982 год—1983 год, 1987 год)                              | |      |
|                                                               | Лихтенштейн                               | Лихтенштейн                               | Князь                                                                | Франц Иосиф II | 1938 год—1989 год                                                                                          |      |
| Премьер-министр                                               | Лихтенштейн                               | Лихтенштейн                               | Александр Фрик                                                       | 1945 год—1962 год | |      |
| Флаг Люксембурга                                              | Люксембург                                | Люксембург                                | Великая герцогиня                                                    | Шарлотта | 1919 год—1964 год                                                                                          |      |
| Флаг Люксембурга                                              | Люксембург                                | Люксембург                                | Премьер-министр                                                      | Жозеф Беш Пьер Фриден | (1926 год—1937 год, 1953 год—1958 год) 1958 год—1959 год                                                   |      |
| Флаг Монако                                                   | Монако                                    | Монако                                    | Князь                                                                | Ренье III | 1949 год—2005 год                                                                                          |      |
| Флаг Монако                                                   | Монако                                    | Монако                                    | Премьер-министр                                                      | Анри Сум | 1953 год—1959 год                                                                                          |      |
| Флаг Нидерландов                                              | Нидерланды                                | Нидерланды                                | Королева                                                             | Юлиана | 1948 год—1980 год                                                                                          |      |
| Флаг Нидерландов                                              | Нидерланды                                | Нидерланды                                | Премьер-министр                                                      | Виллем Дрес Луи Бел | 1948 год—1958 год (1946 год—1948 год, 1958 год—1959 год)                                                   |      |
| Флаг Норвегии                                                 | Норвегия                                  | Норвегия                                  | Король                                                               | Улаф V | 1957 год—1991 год                                                                                          |      |
| Флаг Норвегии                                                 | Норвегия                                  | Норвегия                                  | Премьер-министр                                                      | Эйнар Герхардсен | 1945 год—1951 год, 1955 год—1963 год, 1963 год—1965 год                                                    |      |
| Флаг Польши                                                   | Польская Народная Республика              | Польская Народная Республика              | Председатель ЦК Польской объединенной рабочей партии                 | Владислав Гомулка | 1956 год—1970 год                                                                                          |      |
| Флаг Польши                                                   | Польская Народная Республика              | Польская Народная Республика              | Председатель Государственного совета                                 | Александр Завадский | 1952 год—1964 год                                                                                          |      |
| Флаг Польши                                                   | Польская Народная Республика              | Польская Народная Республика              | Председатель Совета министров                                        | Юзеф Циранкевич | 1954 год—1970 год                                                                                          |      |
|                                                               | Португалия                                | Португалия                                | Президент                                                            | Франсишку Кравейру Лопиш Америку де Деуш Томаш                                                                               | 1951 год—1958 год 1958 год—1974 год                                                                        |      |
| Премьер-министр                                               | Португалия                                | Португалия                                | Антониу ди Салазар                                                   | 1932 год—1968 год | |      |
|                                                               | Румынская Народная Республика             | Румынская Народная Республика             | Генеральный (первый) секретарь ЦК Румынской коммунистической партии  | Георге Георгиу-Деж | 1944 год—1954 год, 1955 год—1965 год                                                                       |      |
| Председатель Президиума Великого национального собрания       | Румынская Народная Республика             | Румынская Народная Республика             | Петру Гроза Михаил Садовяну (и. о.) Ион Георге Маурер                | 1952 год—1958 год 1958 год 1958 год—1961 год                                                                                 | |      |
| Премьер-министр                                               | Румынская Народная Республика             | Румынская Народная Республика             | Киву Стойка                                                          | 1955 год—1961 год | |      |
| Флаг Сан-Марино                                               | Сан-Марино                                | Сан-Марино                                | Капитаны-регенты                                                     | Марино Вальдес Франчози и Федерико Микелони Закария Джованни Саворетти и Стелио Монтирони Доменико Форчеллини и Пьетро Реффи | 1957 год—1958 год 1958 год 1958 год—1959 год                                                               |      |
|                                                               | Союз Советских Социалистических Республик | Союз Советских Социалистических Республик | Первый секретарь ЦК КПСС                                             | Никита Хрущёв | 1953 год—1964 год                                                                                          |      |
| Председатель Президиума Верховного Совета СССР                | Союз Советских Социалистических Республик | Союз Советских Социалистических Республик | Климент Ворошилов                                                    | 1953 год—1960 год | |      |
| Председатель Совета министров                                 | Союз Советских Социалистических Республик | Союз Советских Социалистических Республик | Николай Булганин Никита Хрущёв                                       | 1955 год—1958 год 1958 год—1964 год                                                                                          | |      |
|                                                               | Федеративная Республика Германии          | Федеративная Республика Германии          | Федеральный президент                                                | Теодор Хойс | 1949 год—1959 год                                                                                          |      |
| Федеральный канцлер                                           | Федеративная Республика Германии          | Федеративная Республика Германии          | Конрад Аденауэр                                                      | 1949 год—1963 год | |      |
|                                                               | Финляндия                                 | Финляндия                                 | Президент                                                            | Урхо Калева Кекконен | 1956 год—1982 год                                                                                          |      |
| Премьер-министр                                               | Финляндия                                 | Финляндия                                 | Райнер фон Фиандт Рейно Куускоски Карл-Август Фагерхольм             | 1957 год—1958 год 1958 год (1948 год—1950 год, 1956 год—1957 год, 1958 год—1959 год)                                         | |      |
|                                                               | Франция                                   | Франция                                   | Президент                                                            | Рене Коти | 1954 год—1959 год                                                                                          |      |
| Премьер-министр                                               | Франция                                   | Франция                                   | Феликс Гайяр Пьер Пфлимлен Шарль де Голль                            | 1957 год—1958 год 1958 год 1958 год—1959 год                                                                                 | |      |
|                                                               | Чехословацкая Социалистическая Республика | Чехословацкая Социалистическая Республика | Президент                                                            | Антонин Новотный | 1957 год—1968 год                                                                                          |      |
| Генеральный секретарь ЦК Коммунистической партии Чехословакии | Чехословацкая Социалистическая Республика | Чехословацкая Социалистическая Республика | Антонин Новотный                                                     | 1953 год—1968 год | |      |
| Премьер-министр                                               | Чехословацкая Социалистическая Республика | Чехословацкая Социалистическая Республика | Вильям Широкий                                                       | 1953 год—1963 год | |      |
| Флаг Швейцарии                                                | Швейцария                                 | Швейцария                                 | Президент                                                            | Томас Холенштейн | 1957 год                                                                                                   |      |
|                                                               | Швеция                                    | Швеция                                    | Король                                                               | Густав VI Адольф | 1950 год—1973 год                                                                                          |      |
| Премьер-министр                                               | Швеция                                    | Швеция                                    | Таге Фритьоф Эрландер                                                | 1946 год—1969 год | |      |
|                                                               | Югославия                                 | Югославия                                 | Генеральный секретарь Центрального Комитета                          | Иосип Броз Тито | 1945 год—1980 год                                                                                          |      |
| Президент                                                     | Югославия                                 | Югославия                                 | 1953 год—1980 год                                                    | Иосип Броз Тито | |      |
| Председатель Правительства                                    | Югославия                                 | Югославия                                 | 1945 год—1963 год                                                    | Иосип Броз Тито | |      |

## Океания
| Флаг                | Страна                             | Должность          | Имя                   | Начало и конец срока                 | Фото |
| ------------------- | ---------------------------------- | ------------------ | --------------------- | ------------------------------------ | ---- |
| Флаг Австралии      | Австралия                          | Королева           | Елизавета II          | 1952 год—2022 год                    |      |
| Флаг Австралии      | Австралия                          | Генерал-губернатор | Уильям Слим           | 1953 год—1960 год                    |      |
| Флаг Австралии      | Австралия                          | Премьер-министр    | Роберт Мензис         | 1939 год—1941 год, 1949 год—1966 год |      |
| Флаг Новой Зеландии | Новая Зеландия                     | Королева           | Елизавета II          | 1952 год—2022 год                    |      |
| Флаг Новой Зеландии | Новая Зеландия                     | Генерал-губернатор | Чарльз Джон Литтелтон | 1957 год—1962 год                    |      |
| Флаг Новой Зеландии | Новая Зеландия                     | Премьер-министр    | Уолтер Нэш            | 1957 год—1960 год                    |      |
| Флаг Тонги          | Тонга (протекторат Великобритании) | Королева           | Салоте Тупоу III      | 1918 год—1965 год                    |      |
| Флаг Тонги          | Тонга (протекторат Великобритании) | Премьер            | Тауфа’ахау Тупоулахи  | 1949 год—1965 год                    |      |

## Северная и Центральная Америка
| Флаг                          | Страна                    | Должность                                                            | Имя                                                    | Начало и конец срока                                                        | Фото |
| ----------------------------- | ------------------------- | -------------------------------------------------------------------- | ------------------------------------------------------ | --------------------------------------------------------------------------- | ---- |
|                               | Гаити                     | Президент                                                            | Франсуа Дювалье                                        | 1957 год—1971 год                                                           |      |
| Флаг Гватемалы                | Гватемала                 | Президент                                                            | Гильермо Флорес Авенданьо Хосе Мигель Идигорас Фуэнтес | 1957 год—1958 год 1958 год—1963 год                                         |      |
| Флаг Гондураса                | Гондурас                  | Президент                                                            | Рамон Вильеда Моралес                                  | 1957 год—1963 год                                                           |      |
| Флаг Доминиканской Республики | Доминиканская Республика  | Президент                                                            | Эктор Трухильо                                         | 1952 год—1960 год                                                           |      |
|                               | Канада                    | Королева                                                             | Елизавета II                                           | 1952 год—2022 год                                                           |      |
| Генерал-губернатор            | Канада                    | Винсент Мэсси                                                        | 1952 год—1959 год                                      |                                                                             |      |
| Премьер-министр               | Канада                    | Джон Дифенбейкер                                                     | 1957 год—1963 год                                      |                                                                             |      |
|                               | Коста-Рика                | Президент                                                            | Хосе Фигерес Феррер Марио Эчанди Хименес               | (1948 год—1949 год, 1953 год—1958 год, 1970 год—1974 год) 1958 год—1962 год |      |
|                               | Куба                      | Президент                                                            | Фульхенсио Батиста                                     | 1940 год—1944 год, 1952 год—1959 год                                        |      |
| Премьер-министр               | Куба                      | Андрес Риверо Агуэро Эмилио Нуньес Портуондо Гонсало Гуэль-и-Моралес | 1957 год—1958 год 1958 год 1958 год—1959 год           |                                                                             |      |
|                               | Мексика                   | Президент                                                            | Адольфо Руис Кортинес Адольфо Лопес Матеос             | 1952 год—1958 год 1958 год—1964 год                                         |      |
|                               | Никарагуа                 | Президент                                                            | Луис Сомоса Дебайле                                    | 1956 год—1963 год                                                           |      |
|                               | Панама                    | Президент                                                            | Эрнесто де ла Гуардиа                                  | 1956 год—1960 год                                                           |      |
| Флаг Сальвадора               | Сальвадор                 | Президент                                                            | Хосе Мария Лемус Лопес                                 | 1956 год—1960 год                                                           |      |
|                               | Соединённые Штаты Америки | Президент                                                            | Дуайт Дэвид Эйзенхауэр                                 | 1953 год—1961 год                                                           |      |

## Южная Америка
| Флаг           | Страна    | Должность                                         | Имя                                                                              | Начало и конец срока                                     | Фото |
| -------------- | --------- | ------------------------------------------------- | -------------------------------------------------------------------------------- | -------------------------------------------------------- | ---- |
| Флаг Аргентины | Аргентина | Президент                                         | Педро Эухенио Арамбуру Артуро Фрондиси                                           | 1955 год—1958 год 1958 год—1962 год                      |      |
| Флаг Боливии   | Боливия   | Президент                                         | Эрнан Силес Суасо                                                                | 1952 год, 1956 год—1960 год, 1982 год—1985 год           |      |
|                | Бразилия  | Президент                                         | Жуселину Кубичек де Оливейра                                                     | 1956 год—1961 год                                        |      |
|                | Венесуэла | Президент                                         | Маркос Перес Хименес Вольфганг Ларрасабаль Угуэто (и. о.) Эдгар Санабрия (и. о.) | 1952 год—1958 год 1958 год 1958 год—1959 год             |      |
| Флаг Колумбии  | Колумбия  | Президент                                         | Габриэль Парис Гордилья Альберто Льерас Камарго                                  | 1957 год—1958 год (1945 год—1946 год, 1958 год—1962 год) |      |
|                | Парагвай  | Президент                                         | Альфредо Стресснер                                                               | 1954 год—1989 год                                        |      |
| Флаг Перу      | Перу      | Президент                                         | Мануэль Прадо-и-Угартече                                                         | 1939 год—1945 год, 1956 год—1962 год                     |      |
| Флаг Перу      | Перу      | Председатель Совета министров                     | Мануэль Синсерос Санчес Луис Галло Поррас                                        | 1956 год—1958 год 1958 год—1959 год                      |      |
| Флаг Уругвая   | Уругвай   | Президент Национального правительственного совета | Артуро Лесама Бахес Карлос Фишер                                                 | 1957 год—1958 год 1958 год—1959 год                      |      |
| Флаг Чили      | Чили      | Президент                                         | Карлос Ибаньес дель Кампо Хорхе Алессандри Родригес                              | (1927 год—1931 год, 1952 год—1958 год) 1958 год—1964 год |      |
| Флаг Эквадора  | Эквадор   | Президент                                         | Камило Понсе Энрикес                                                             | 1956 год—1960 год                                        |      |

## Комментарии
1. ↑  Правительство реорганизовано 4 июня 1958 года. Подало в отставку 26 сентября в связи с конституционным кризисом и назначением новых парламентских выборов.
2. ↑  Военный, генерал-лейтенант. Временный кабинет на период подготовки и проведения парламентских выборов.
3. ↑  Правительство 31 декабря 1957 года ушло в отставку из-за разногласий в правящей коалиции. В январе 1958 года Бен-Гурион сформировал новое правительство.
4. ↑  Расстрелян в ходе Июльской революции.
5. ↑  Высший (Временный) государственный совет должен был выполнять функции президента республики до президентских выборов, срок проведения которых так и не был назначен.
6. ↑  Убит восставшими жителями Багдада во время Июльской революции.
7. ↑  Свергнут в результате Июльской революции. Был арестован, приговорен к смертной казни, но затем приговор был смягчен.
8. ↑  Военный. Руководитель переворота 14 июля. Формально назначен на пост премьер-министра декретом Высшего государственного совета.
9. ↑  Подал в отставку 27 ноября 1957 года. Правительство окончательно отправлено в отставку королём 8 января 1958 года в связи с роспуском Национального собрания и проведением досрочных парламентских выборов.
10. ↑  Отправлен в отставку 22 июня 1958 года после обвинений в неудовлетворительной экономической деятельности.
11. ↑  Временный кабинет на период подготовки и проведения парламентских выборов. Подал в отставку 12 апреля.
12. ↑  Лидер победившей на парламентских выборах партии «Сангкум».
13. ↑  Правительство в соответствии с процедурой подало в отставку 23 июля после дополнительных парламентских выборов.
14. ↑  Истёк шестилетний срок конституционных полномочий.
15. ↑  Военный, генерал. Избран парламентом 31 июля 1958 года сроком на шесть лет, до 23 сентября 1964 года.
16. ↑  Глава переходного правительства.
17. ↑  Правительство реорганизовано 15 октября, утверждено парламентом 17 октября 1958 года.
18. ↑  Правительство режима прямого правления отправлено в отставку после того, как король и политические партии достигли компромисса на переговорах 30 апреля 1958 года.
19. ↑  Глава переходного «правительства Его Величества» до принятия новой конституции и проведения всеобщих выборов.
20. ↑  Генерал-губернатор Пакистана в 1955—1956 годах. Один из организаторов военного переворота 7 октября 1958 года. Сохранял пост президента до 27 октября, когда был отправлен в отставку и выслан из страны.
21. ↑  Военный, фельдмаршал. После переворота 7 октября 1958 года — Главный военный администратор Пакистана. Сформировал правительство 25 октября. 27 октября пост премьер-министра был упразднён и Айюб-хан сформировал президентский кабинет.
22. ↑  Пост упразднен до 1971 года.
23. ↑  Отстранён от власти в ходе военного переворота.
24. ↑  Военный, фельдмаршал, глава Революционного совета. Пришёл к власти в результате военного переворота.
25. ↑  Сохранил пост премьер-министра после победы правящей Демократической партии на досрочных выборах в меджлис 27 октября 1957 года.
26. ↑  Коллективный глава государства.
27. ↑  Временный президентский совет распущен декретом генерала Ибрагима Аббуда.
28. ↑  Коллективный глава государства.
29. ↑  Военный, генерал-лейтенант. Председатель Верховного совета вооружённых сил и глава правительства. Пришёл к власти в результате военного переворота.
30. ↑  Свергнут в результате военного переворота.
31. ↑  Скончался 23 августа 1958 года.
32. ↑  Избран на чрезвычайном съезде правящей Националистической партии вместо скончавшегося Й.Стрейдома и в тот же день утверждён парламентом на посту премьер-министра. Формально должен был занимать пост до конца пятилетнего срока Й.Стрейдома, считая с парламентских выборов апреля 1958 года, то есть до 1963 года (выборы были проведены досрочно в 1961 году в связи с провозглашением ЮАР).
33. ↑  Скончался 27 ноября 1958 года.
34. ↑  Скончался 9 октября 1958 года.
35. ↑  C 1944 года государственный секретарь не назначался.
36. ↑  Ушло в отставку 5 марта 1958 года после отказа в парламентской поддержке и отставки ряда министров.
37. ↑  Сформировал правительство после парламентских выборов.
38. ↑  Временный кабинет на период подготовки и проведения внеочередных парламентских выборов.
39. ↑  Подал в отставку 19 июня 1958 года после парламентских выборов.
40. ↑  Занимал пост премьер-министра в 1954 году.
41. ↑  Подал в отставку 11 декабря 1958 года после поражения правящей партии на провинциальных и муниципальных выборах.
42. ↑  Занимал пост премьер-министра в 1946—1948 годах. Сформировал временный коалиционный кабинет на период подготовки и проведения парламентских выборов.
43. ↑  Военный, генерал. Ушёл в отставку в связи с истечением 9 августа семилетнего срока президентских полномочий.
44. ↑  Военный, адмирал. 8 июня 1958 года избран президентом республики сроком на семь лет, до 9 августа 1965 года.
45. ↑  Скончался 7 января 1958 года.
46. ↑  Формально истёк остаток четырёхлетнего срока полномочий, ограниченный периодом деятельности Верховного Совета СССР 4-го созыва.
47. ↑  Назначен 1-й сессией Верховного Совета СССР 5-го созыва, избранного 16 марта 1958 года. Формально срок полномочий главы правительства — 4 года, до выборов Верховного Совета СССР 6-го созыва в марте 1962 года. Одновременно сохранил пост Первого секретаря ЦК КПСС.
48. ↑  Подал в отставку 4 декабря 1958 года. Занимал пост премьер-министра в 1948—1950 и в 1956—1957 годах.
49. ↑  Правительство ушло в отставку 15 апреля после вынесения вотума недоверия Национальным собранием.
50. ↑  Правительство ушло в отставку 27 мая после мятежей в Алжире и на Корсике.
51. ↑  Формирование правительства поручено 31 мая. Кабинет получил чрезвычайные полномочия с правом реформы конституции. Срок полномочий — до проведения референдума по новой конституции и всеобщих выборов. 21 декабря 1958 года избран президентом Франции. Вступил в должность в 1959 году.
52. ↑  Временный президент. Военный, полковник.
53. ↑  Избран Конгрессом 12 февраля 1958 года.
54. ↑  Истёк срок конституционных полномочий.
55. ↑  Избран на выборах 3 февраля 1958 года сроком на четыре года, до 8 мая 1962 года.
56. ↑  Подал в отставку в связи с выдвижением его кандидатуры на пост президента. Избран президентом Кубы 3 ноября 1958 года. На пост не вступил.
57. ↑  1 декабря истёк шестилетний срок президентских полномочий.
58. ↑  Избран 6 июля президентом на шесть лет, до 1 декабря 1964 года. Утверждён Конгрессом 11 сентября.
59. ↑  Военный, генерал. Передал власть избранному президенту в рамках перехода к гражданскому правлению.
60. ↑  Избран президентом на всеобщих выборах 23 февраля 1958 года.
61. ↑  Свергнут в ходе всеобщего восстания. Пятилетний срок президентских полномочий заканчивался 19 апреля 1958 года, однако по итогам плебисцита 1957 года срок полномочий был продлён до 19 апреля 1963 года.
62. ↑  Глава Временной правительственной хунты до проведения всеобщих выборов. Ушёл в отставку как один из кандидатов на президентских выборах.
63. ↑  Временный президент на период всеобщих выборов, до передачи власти избранному президенту.
64. ↑  Военный, генерал. Председатель Военной Правительственной Хунты. Временный президент на период подготовки и проведения всеобщих выборов в рамках перехода к гражданскому правлению.
65. ↑  Избран 4 мая 1958 года на президентских выборах.
66. ↑  Ушёл в отставку после истечения шестилетнего срока президентских полномочий.
67. ↑  Избран 4 сентября президентом республики сроком на шесть лет, до 3 ноября 1964 года. Утверждён Конгрессом 24 октября.